# Blanquilla
Blanquilla is een klein eiland dat behoort tot de Federale gebieden van Venezuela (Zuid-Amerika) en ligt ten noordwesten van Isla Margarita en ten westen van de Grenadinen in de Caraïbische Zee. Het is het op twee na grootste eiland van het land. In het zuidoosten van het eiland is een kleine marinebasis gevestigd. Er ligt een kleine landingsbaan voor kleine toeristenvliegtuigjes die er voor eendags tripjes heen komen.

## Structuur
Het eiland bestaat uit kalksteen en heeft de vorm van een pijlpunt en dankt zijn naam aan de helder witte zandstranden die het eiland heeft. De basis van het eiland is een koraalrif en heeft een diameter van ca. 10 km. Het eiland kent geen grote hoogtes en is vlak te noemen, verrassend genoeg heeft het buureiland Los Hermanos (ten zuidoosten van La Blanquilla) relatief hoge bergen. La Blanquilla heeft enkele opvallende stranden met helder water. Het is een onbewoond eiland waar nog wel enkele vissers leven tijdens het visseizoen.

## Flora en fauna
De vegetatie bestaat hoofdzakelijk uit cactussen en bosjes; de fauna bestaat uit duizenden groene papegaaien, zwart-geel gekleurde vogels en wilde ezels.

## Piet Hein
Op 19 juli 1629 verdwaalde op het eiland een scheepsjongen van de vloot van Piet Hein; Hein deed alles om hem terug te vinden maar vergeefs; de Spanjaarden namen hem gevangen en leerden zo van Heins aanwezigheid. Omdat hij hierdoor de Terra Firma-vloot niet meer kon onderscheppen ging hij zijn geluk zoeken bij Cuba alwaar hij zijn andere beroemde zilvervloot won. Het eiland heette toen Isla Blanca.